# Il guardiano di porci

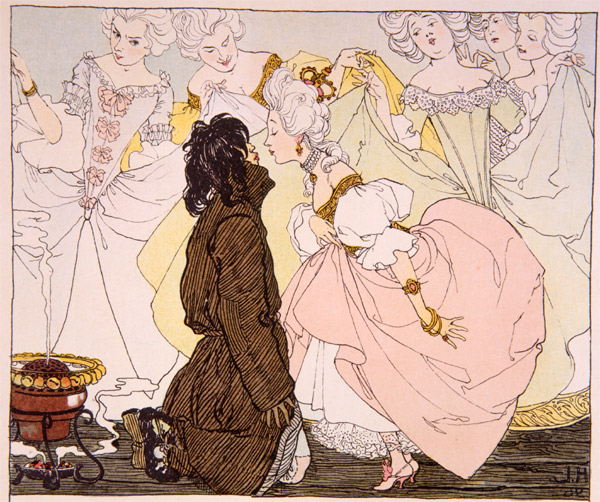
La principessa bacia il porcaro.

Il guardiano di porci (Svinedrengen) è una fiaba dello scrittore e poeta Hans Christian Andersen, pubblicata per la prima volta nel 1841. Narra di un principe che si traveste da guardiano di porci per corteggiare una principessa arrogante. È nota anche come Il guardiano dei porci o Il porcaro.

## Trama
Un povero principe che ha un piccolo regno vuole sposare la figlia dell'imperatore e le invia in dono un usignolo del bosco e una rosa che cresce presso la tomba di un re solo una volta ogni 5 anni. La principessa però respinge sdegnosa gli umili regali, in quanto cose realissime e naturali e non costruite artificialmente.
Il principe allora si traveste ed assume il ruolo di porcaro al palazzo di lei. Una volta giunto sul posto di lavoro crea una casseruola musicale; la principessa corre attraverso il fango fino alla capanna del porcaro, disposta a pagare anche con 10 baci l'insolito strumento. Quando poi il guardiano dei porci crea un sonaglio, la principessa arriva a pagare addirittura con un centinaio di baci.
L'imperatore li coglie in flagrante, e, profondamente disgustato del fatto che la figlia si riduca a baciare un porcaro per ottenere gli strumenti musicali da lui creati, finisce con lo scacciarli in malo modo tutti e due. Il principe, dopo aver così giudicato la giovane principessa indegna del suo puro amore, si lava il viso, indossa il suo abito regale e nella sua nuova veste la rifiuta davanti a tutti, proprio come aveva fatto suo padre con lui.
La principessa viene lasciata tristemente da sola fuori dal portone del palazzo di lui a cantare.

## Pubblicazione
La fiaba è stata pubblicata da C. A. Reitzel a Copenhagen il 20 dicembre 1841, nel volume Eventyr, fortalte for Børn. Ny Samling. Tredie Hefte. In Italia è stata pubblicata nel 1904 nella raccolta Quaranta novelle.

## Adattamenti
Les baisers cent (I cento baci), è un balletto coreografato da Bronislava Nijinska con musica del barone Federico d'Erlanger e un libretto di Boris Kochno. Il balletto ha debuttato al Covent Garden di Londra il 18 luglio 1935 con Irina Baronova come la principessa e David Lichine come il Principe.
Un adattamento operistico è stato realizzato da Nino Rota (1911-1979) chiamato "Il principe porcaro".
Nel 1950 il compositore sovietico Boris Tchaikovsky scrisse una serie di musiche di scena per una produzione radiofonica della fiaba.
La storia viene adattata nell'episodio 126 della serie TV anime Le più belle favole del mondo (1976-1979), con dei cambiamenti marcati: la figlia dell'imperatore gradisce i doni del principe, a differenza dei genitori, e alla fine il principe viene accettato anche dalla coppia imperiale e sposa la sua innamorata.
L'episodio 34 della serie TV anime Le fiabe di Andersen (1971) si ispira liberamente a questa fiaba unendola a quella di Cenerentola, con in particolare alcuni riferimenti alla versione Disney, quando le due padrone strappano l'abito da ballo della servetta Maria, e anche questa volta con il lieto fine per Maria e il principe. 
Nella serie animata The Fairytaler (2003), la fiaba è adattata fedelmente nell'episodio Il guardiano di porci.